# Iago Iglesias
Iago Iglesias es un futbolista español, de la cantera del Deportivo de La Coruña.

## Carrera
Iago Iglesias Castro (La Coruña, Galicia, España, 23 de febrero de 1984). Es un futbolista y español que debutó en Primera división  en la temporada 2005/2006 con el Deportivo  de la mano del entrenador Joaquín Caparrós. Se formó en el equipo coruñés del Galicia Gaiteira con el que llegó a ser subcampeón de España de fútbol sala en categoría infantil y tras un breve paso por el Calasanz F.C. ficha por el Laracha C.F. de Regional Preferente y de ahí da el salto al Atlético Arteixo, en aquel entonces equipo de 2.ºB. Al concluir la temporada recala en el Deportivo de la Coruña, en donde destacó con el Deportivo B. Juega de media punta o mediocampista por la izquierda. Es zurdo y posee una gran técnica y visión de juego. Compaginaba el 'ser jugador' de fútbol con entrenar a unos infantiles en el colegio Franciscanos que ganaron la liga gallega de fútbol sala gracias al delantero estrella Manti, también conocido como DM7 (que ahora milita en el SK Rapid Viena).
En la temporada 2005/2006 Iago juega 14 partidos (11 de ellos como titular) y marca 2 goles, haciéndose un hueco en la primera plantilla del Deportivo . En esta misma temporada ha sido internacional con la selección de España sub-21. También acumula 2 convocatorias con la selección gallega de fútbol, jugando partidos contra selecciones del nivel de Camerún y Ecuador. La temporada 2007/2008 estuvo cedido en el Elche, donde las lesiones le han impedido rendir al nivel esperado, por lo que no fue renovado al final de temporada. A finales de agosto de 2008 ficha por el filial del Valencia donde disputa más de veinte partidos pero debido a la edad y al no contar Unai Emery con él para la primera plantilla no recibe oferta de renovación.
En verano de 2009 ficha por el Montañeros Club de Fútbol de 2.ª división B, en el que permanece 2 temporadas hasta el descenso del equipo a 3.ª división al final de la temporada 2011/2012. Tras ese descenso, el club prescinde del primer equipo para centrarse en las categorías inferiores, quedando Iago sin equipo.
El 11 de julio de 2012 es presentado como nuevo jugador del Racing de Ferrol, equipo histórico gallego que militaba en la 3.ª División  del fútbol español y con el que logró ascender a 2.ª división B. La siguiente temporada en Segunda División B consiguió disputar la fase de ascenso a 2.ª división A con el Racing al terminar la liga en el segundo puesto, pero quedó eliminado en la fase de ascenso. Gracias a su calidad, Iago Iglesias, se ha convertido en uno de los ídolos de la afición racinguista. Al finalizar la temporada 2013/14 el Racing de Ferrol decidió prescindir de sus servicios al no contar con él para la temporada 2014/15.

## Vídeos de Iago
- Video de Iago marcando un gol

- Datos: Q3326061